# Mesne lord
Un mesne lord (miːn) era un signore (lord) nel sistema feudale che aveva vassalli che possedevano terra concessa da lui, ma che era lui stesso il vassallo di un signore superiore. A causa del Quia Emptores, abbinato al Quo warranto il concetto di mesne lordship (signoria mesne) esiste ancora oggi tecnicamente: la suddivisione del signore della tenuta del maniero tra i coeredi che creano la mesne lodship.
Un mesne lord non possedeva la terra direttamente dal re, vale a dire che non era un locatario diretto. La sua proprietà subinfeudata era chiamata "mesne estate" o Afterlehen nel Sacro Romano Impero. Tradizionalmente è un signore del maniero che detiene la terra concessa da un signore superiore e che di solito lascia parte della terra a un inquilino. Era quindi un inquilino intermedio o "medio", il cui status si riflette nella parola del francese antico mesne, nella moderna lingua francese moyen.
La signoria mesne di Potter Newton fu probabilmente detenuta nel 1166 da Herbert de Arches. I lord mesne continuarono ad esistere dopo l'abolizione di ulteriori subinfeudazioni da parte dello statuto Quia Emptores (1290). Tuttavia, con il tempo e la perdita dei registri (tranne nel caso dell'ex terra di proprietà per diritto terriero), si presumeva che la maggior parte della terra fosse detenuta direttamente dalla Corona inglese.
Il titolo di mesne lord rimase un'entità legale per tutto il diciannovesimo secolo; nel 1815, l'Enciclopedia Londinensis registra che "Lord mesne è il proprietario di un maniero e in virtù di ciò ha gli inquilini che lo detengono a titolo oneroso, e mediante copia del mandato di tribunale e tuttavia è tenuto da un signore superiore chiamato Lord Paramount". Tuttavia, il passaggio allo stato in mancanza di eredi di mesne lord fu abolita dall'Administration of Estates Act 1925.